# Base Station Subsystem
Pour les articles homonymes, voir BSS.

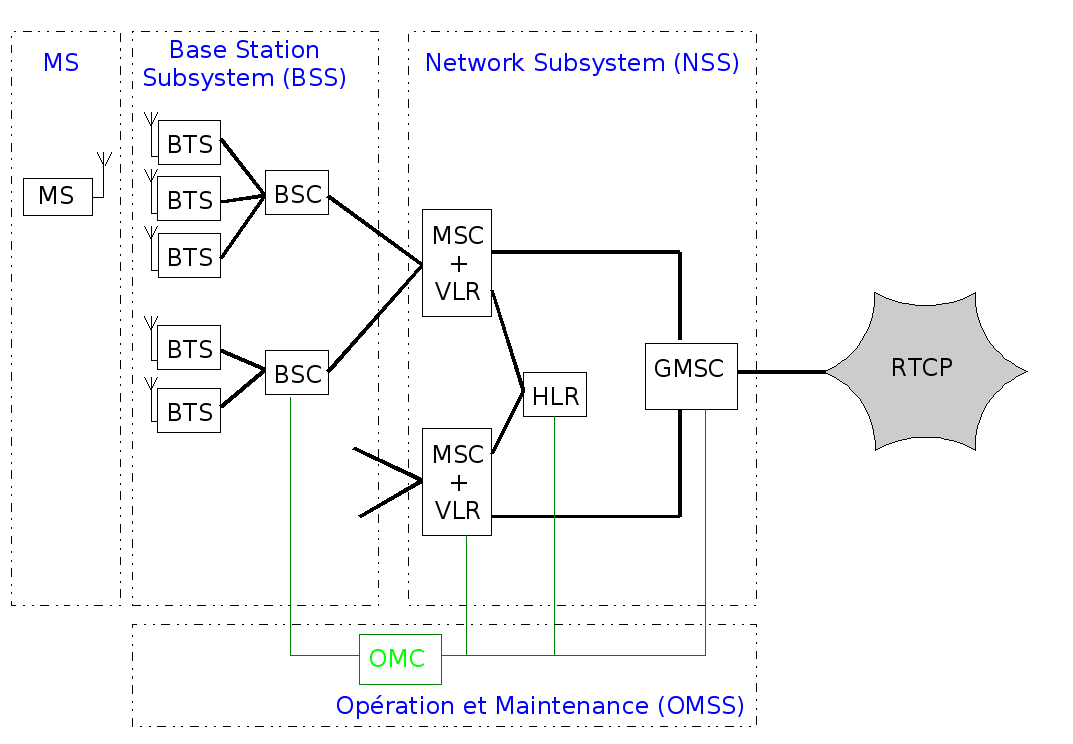
La BSS au sein d'un réseau GSM (schéma simplifié).

Le sous-système des stations de Base (Base Station Subsystem ou BSS) est la partie radio (RAN) d'un réseau de téléphonie mobile GSM, chargée de la connexion entre les Stations Mobiles MS, c'est-à-dire les téléphones mobiles, et la partie commutation du réseau GSM (vers le MSC).
Il est composé de :
- BTS (Base Transceiver Station) ;
- BSC (Base Station Controller) ;
- TRAU (Transcoder and Rate Adaptation Unit).

et du réseau de backhaul (liaisons en câbles de cuivre ou faisceaux hertziens) reliant ces équipements entre eux et avec le cœur de réseau (NSS sur le dessin).